# Michael Zachrau
Michael Zachrau (ur. 5 sierpnia 1994 w Frammersbach) – niemiecki skeletonista i skoczek narciarski.

## Przebieg kariery

### Skoki narciarskie (do 2011)
Zachrau początkowo uprawiał skoki narciarskie, które zaczął trenować w 2001. W dyscyplinie tej osiągał sukcesy w rywalizacji dziecięcej i juniorskiej w Niemczech. Jego trenerem był Thomas Kümpel.
Na arenie międzynarodowej występował głównie w rywalizacji w cyklu Alpen Cup. W sezonie 2010/2011 zdobył 12 punktów i uplasował się na 63. pozycji w klasyfikacji generalnej tego cyklu. W 2010 roku zdobył także złoty medal w konkursie drużynowym w ramach zawodów OPA Nordic Games. Ponadto rok później w Libercu zdobył brązowy medal Zimowego Olimpijskiego Festiwalu Młodzieży Europy 2011 w konkursie drużynowym, w którym wystartował w reprezentacji Niemiec, skaczącej w składzie Michael Zachrau, Ludwig Pohle, Michael Herrmann i Florian Menz.

### Skeleton (od 2011)

#### 2011/2012
W czerwcu 2011 roku zakończył karierę skoczka narciarskiego i zaczął uprawiać skeleton. W 2012 roku w dyscyplinie tej zdobył brązowy medal mistrzostw Niemiec.

#### 2012/2013
Na arenie międzynarodowej w rywalizacji skeletonistów zadebiutował w listopadzie 2012 roku. W swoim drugim takim starcie, 25 listopada 2012, zajął 3. pozycję w zawodach Pucharu Europy w Königssee. W sezonie 2012/2013 na podium zawodów Pucharu Europy stanął jeszcze raz – 18 stycznia 2013 był pierwszy w Altenbergu. W klasyfikacji generalnej cyklu uplasował się wówczas na 5. pozycji z dorobkiem 339 punktów.

#### 2013/2014
W kolejnym sezonie Zachrau ponownie dwukrotnie stawał na podium zawodów Pucharu Europy – 7 grudnia 2013 był trzeci w Igls, tę samą pozycję zajął także 17 grudnia 2013 w Winterbergu. W klasyfikacji generalnej uplasował się na 4. miejscu z dorobkiem 363 punktów.

#### 2014/2015
W listopadzie 2014 zadebiutował w zawodach Pucharu Interkontynentalnego. W sezonie 2014/2015 wystartował w pierwszych czterech konkursach tego cyklu, opuszczając cztery ostatnie. W sumie zdobył 364 punkty, plasując się na 9. pozycji w klasyfikacji generalnej.
W styczniu 2015 powrócił do rywalizacji w Pucharze Europy, gdzie wziął udział w trzech ostatnich zawodach sezonu 2014/2015. W tych startach raz, 15 stycznia 2015 w Sankt Moritz, gdzie był trzeci, uplasował się na podium. W klasyfikacji generalnej zajął 19. miejsce z dorobkiem 138 punktów.
15 lutego 2015 zadebiutował w Pucharze Świata. W zawodach w Soczi zajął 15. miejsce. Dzięki zdobytym wówczas 104 punktom uplasował się na 38. pozycji w klasyfikacji generalnej cyklu.

#### 2015/2016
Przed sezonem w niemieckich kwalifikacjach do Pucharu Świata na ten sezon zajął trzecie miejsce w klasyfikacji łącznej tych eliminacji i wywalczył miejsce w trzyosobowej drużynie narodowej na ten cykl (oprócz Zachrau znaleźli się w niej też Axel Jungk i Christopher Grotheer). Zajął szóste miejsce w rozegranych w Sankt Moritz Mistrzostwa Europy oraz jedenastą lokatę w Mistrzostwach Świata w Igls. Zmagania w Pucharze Świata zakończył na siódmej pozycji.

## Osiągnięcia – skoki narciarskie

### Zimowy olimpijski festiwal młodzieży Europy

#### Indywidualnie
| 2011 Liberec | – | 15. miejsce |

#### Drużynowo
| 2011 Liberec | – | brązowy medal |

#### Starty M. Zachrau'a na zimowym olimpijskim festiwalu młodzieży Europy – szczegółowo
| Miejsce | Dzień     | Rok  | Miejscowość | Skocznia | Punkt K | HS     | Konkurs  | Skok 1 | Skok 2 | Nota                  | Strata   | Zwycięzca     |
| ------- | --------- | ---- | ----------- | -------- | ------- | ------ | -------- | ------ | ------ | --------------------- | -------- | ------------- |
| 15.     | 15 lutego | 2011 | Liberec     | Ještěd   | K-90    | HS-100 | indywid. | 91,0 m | 87,0 m | 223,0 pkt             | 71,5 pkt | Jarkko Määttä |
| 3.      | 17 lutego | 2011 | Liberec     | Ještěd   | K-90    | HS-100 | druż.    | 90,0 m | 89,0 m | 902,5 pkt (224,0 pkt) | 11,0 pkt | Polska        |

### FIS Cup

#### Miejsca w poszczególnych konkursach FIS Cupu
| Sezon 2008/2009                                                               |                |                     |                     |          |          |            |            |                     |           |           |        |         |          |          |          |          |        |        |     |     |         |        |        |        |        |        |        |        |        |        |        |        |        |        |        |        |        |        |        |        |
| Oberwiesenthal                                                                | Oberwiesenthal | Szczyrbskie Jezioro | Szczyrbskie Jezioro | Predazzo | Predazzo | Einsiedeln | Einsiedeln | Szczyrbskie Jezioro | Harrachov | Harrachov | Yabuli | Lauscha | Eisenerz | Eisenerz | Notodden | Notodden | Ljubno | Ljubno | Zaō | Zaō | Sapporo | punkty | punkty | punkty | punkty | punkty | punkty | punkty | punkty | punkty | punkty | punkty | punkty | punkty | punkty | punkty | punkty | punkty | punkty | punkty |
| -                                                                             | -              | -                   | -                   | -        | -        | -          | -          | -                   | -         | -         | -      | 37      | -        | -        | -        | -        | -      | -      | -   | -   | -       | 0      | 0      | 0      | 0      | 0      | 0      | 0      | 0      | 0      | 0      | 0      | 0      | 0      | 0      | 0      | 0      | 0      | 0      | 0      |
| Legenda                                                                       |                |                     |                     |          |          |            |            |                     |           |           |        |         |          |          |          |          |        |        |     |     |         |        |        |        |        |        |        |        |        |        |        |        |        |        |        |        |        |        |        |        |
| 1 2 3 4-10 11-30 poniżej 30 dq – dyskwalifikacja - − zawodnik nie wystartował |                |                     |                     |          |          |            |            |                     |           |           |        |         |          |          |          |          |        |        |     |     |         |        |        |        |        |        |        |        |        |        |        |        |        |        |        |        |        |        |        |        |